# Dana (Népal)
Pour les articles homonymes, voir Dana.
Dana (en népalais : दाना) est un comité de développement villageois du Népal situé dans le district de Myagdi. Au recensement de 2011, il comptait 1 873 habitants.